# La Grande Île (Archipel de Mingan)
La Grande Île är en ö i Kanada.   Den ligger i provinsen Québec, i den östra delen av landet, 1 000 km nordost om huvudstaden Ottawa. Arean är 24,2 kvadratkilometer. Ön ingår i Archipel-de-Mingans nationalpark.
Terrängen på La Grande Île är platt. Öns högsta punkt är 50 meter över havet. Den sträcker sig 6,5 kilometer i nord-sydlig riktning, och 5,6 kilometer i öst-västlig riktning.